# ساتون يونايتد
نادي ساتون يونايتد لكرة القدم (بالإنجليزية: Sutton United Football Club) هو نادي كرة قدم إنجليزي من لندن يلعب حالياً في الدوري الإنجليزي الدرجة الثانية.تأسس النادي في 1898.